# Aulus Licinius Nerva
Aulus Licinius Nerva, telg uit een minder bekende familietak van de vooraanstaande gens Licinia.
In 178 v.Chr. bekleedde hij het ambt van tribunus plebis. Tijdens zijn ambtstermijn diende hij samen met zijn collega C. Papirius Turdus wetsvoorstel gericht tegen de consul A. Manlius Vulso. Deze was immers in datzelfde jaar een ongesanctioneerde en onsuccesvolle militaire expeditie in Illyricum begonnen tegen de Histri. Het doel van het wetsvoorstel was om er voor te zorgen dat de consul na zijn officiële termijn niet alsnog als proconsul deze expeditie voort kon zetten en voor het gerecht gesleept kon worden voor zijn optreden. Dit plan werd gedwarsboomd door het optreden van collega-tribuun Q. Aulus, die zijn veto uitspraak over het wetsvoorstel.
In 171 v.Chr. werd A. Licinius Nerva, samen met A. Postumius Albinus en C. Decimius richting Kreta gestuurd. Hun doel was een niet nader gespecificeerd aantal Kretenzische boogschutters te rekruteren om de Romeinse legioenen bij te staan in hun strijd tegen de Macedonische koning Perseus.
Tijdens de Derde Macedonische Oorlog (171 - 168 v.Chr.) werd A. Licinius Nerva samen met Gn. Domitius Ahenobarbus en L. Baebius in 169 v.Chr. aangesteld om als officiële gezanten af te reizen richting Macedonia. Het was hun taak om de aankomende consul L. Aemilius Paulus voor het jaar 168 v.Chr. met raad en daad bij te staan in zijn strijd tegen de Macedonische koning Perseus en een duidelijke inschatting te maken van de staat van het Romeinse leger in deze gebieden.

## Voetnoten
1. ↑  Livius, Ab Urbe Condita, XLI, 6-7.
2. ↑  is bij Livius bekend onder de naam A. Postumius Luscus.
3. ↑  Livius, Ab urbe condita, XLII, 35.
4. ↑  Livius, Ab urbe condita, XLIV, 18.